# Les Trois Dents
Les Trois Dents sont un sommet du massif du Pilat culminant à 1 213 mètres. Situé à l'est-sud-est du crêt de l'Œillon dans le département de la Loire sur la commune de Roisey, il domine la vallée du Rhône.

## Géologie
La montagne est couronnée de pointes rocheuses lui donnant un caractère alpin, dont la roche Anglaire et le pic du Midi. Elle est constituée de blocs de gneiss et de granite.

## Flore
La partie sommitale des Trois Dents est dominée par des landes et pelouses sèches. Une forêt de résineux arbore les alentours d'altitudes plus basses.

## Activités
Le site est accessible depuis le col de l'Œillon en empruntant un chemin de randonnée escarpé. Il est propice à la randonnée, au trail et à la cueillette de myrtilles.